# Assembled
Marvel Studios: Assembled è una docu-serie antologica sul making-of delle serie e dei film dei Marvel Studios.
La serie è stata annunciata per la prima volta nel febbraio 2021. Marvel Studios: Assembled viene pubblicata a partire dal 12 marzo 2021, ogni episodio uscirà poco dopo l'uscita nelle sale di un film o dopo una serie per Disney+.
Ha ricevuto un'accoglienza positiva per aver mostrato come ogni progetto è stato realizzato, per quanto riguarda gli aspetti tecnici e la connettività della saga.

## Trama
Ogni speciale esplora il dietro le quinte di un film o di una serie televisiva del Marvel Cinematic Universe (MCU) con i vari creativi, ed esplorano il processo di creazione di ogni film e serie.

## Produzione e distribuzione
La docu-serie è stata annunciata nel febbraio 2021 (con gli speciali per le serie Wandavision, The Falcon and the Winter Soldier, Loki e Hawkeye, insieme al film Black Widow) come una serie di documentari televisivi che esplorano il dietro le quinte con un "esame approfondito" delle serie televisive e dei film del Marvel Cinematic Universe (MCU) della Fase Quattro del franchise. Ogni speciale "making of" segue i registi e i membri del cast e della troupe durante la produzione di ciascun progetto, con filmati esclusivi sul set utilizzati per compilare gli speciali della serie. A marzo, prima della pubblicazione di The Falcon and the Winter Soldier, è stato annunciato che il suo speciale uscirà il 30 aprile 2021.
I commentatori hanno definito Marvel Studios: Assembled una docu-serie complementare ad un'altra della Marvel Studios, ovvero Marvel Studios: Legends, composta da episodi incentrati su uno o più personaggi di un film o di una serie per aiutare ad informare gli spettatori su eventi rilevanti per quel film o serie, mentre Hoai-Tran Bui di /Film ha notato delle somiglianze con la docu-serie Disney Gallery: The Mandalorian  incentrata sulla serie Star Wars The Mandalorian.

## Episodi

### Stagione 1
| nº | Titolo originale                                          | Titolo italiano                                           | Scritto da                               | Pubblicazione    |
| --- | --------------------------------------------------------- | --------------------------------------------------------- | ---------------------------------------- | ---------------- |
| 1 | The Making of WandaVision                                 | The Making of WandaVision                                 | Meghan Leon                              | 12 marzo 2021    |
| Lo speciale esplora il dietro le quinte della realizzazione di WandaVision con il capo sceneggiatore Jac Schaeffer, con il regista della serie Matt Shakman, con Elizabeth Olsen, Paul Bettany, Debra Jo Rupp, Kathryn Hahn, Teyonah Parris, Randall Park, Kat Dennings e Evan Peters, i compositori delle sigle Robert Lopez e con Kristen Anderson-Lopez e altri creativi. Si discute delle classiche sitcom da cui ha preso ispirazione la serie, come la troupe ha emulato i processi di produzione delle prime sitcom e l'esperienza di filmare di fronte ad un pubblico in studio per la prima puntata, Girato davanti a un pubblico in studio.                                                                                                |                                                           |                                                           |                                          |                  |
| 2 | The Making of The Falcon and the Winter Soldier           | The Making of The Falcon and the Winter Soldier           | Meghan Leon                              | 30 aprile 2021   |
| Lo speciale esplora il dietro le quinte della realizzazione di The Falcon and the Winter Soldier con il capo sceneggiatore Malcolm Spellman, con il regista della serie Kari Skogland, con Anthony Mackie, Sebastian Stan, Wyatt Russell, Erin Kellyman, Don Cheadle, Daniel Brühl, Emily VanCamp, Florence Kasumba, Julia Louis-Dreyfus e con Clé Bennett, con il produttore esecutivo Nate Moore e altri creativi. Si discute dell'importanza di esplorare il razzismo all'interno della narrazione, nonché le scene d'azione della serie e l'impatto della pandemia di COVID-19 sulla produzione della serie. |                                                           |                                                           |                                          |                  |
| 3 | The Making of Loki                                        | The Making of Loki                                        | Meghan Leon                              | 21 luglio 2021   |
| Lo speciale esplora il dietro le quinte della realizzazione di Loki con il capo sceneggiatore Michael Waldron, con la regista della serie Kate Herron, con Tom Hiddleston, Gugu Mbatha-Raw, Wunmi Mosaku, Owen Wilson, Sophia Di Martino, DeObia Oparei, Richard E. Grant e Jonathan Majors, con il produttore esecutivo Stephen Broussard e con altri creativi. Si discute della storia di Hiddleston come personaggio principale e il casting degli altri personaggi principali, nonché la progettazione e le riprese di ogni episodio. |                                                           |                                                           |                                          |                  |
| 4 | The Making of Black Widow                                 | The Making of Black Widow                                 | Brenton Covington                        | 20 ottobre 2021  |
| Lo speciale esplora il dietro le quinte della realizzazione di Black Widow con la regista Cate Shortland, con diversi produttori e con i membri del cast, tra cui Scarlett Johansson, Florence Pugh, David Harbour, Rachel Weisz, Ray Winstone e altri. La discussione include il viaggio di Vedova Nera nel MCU. |                                                           |                                                           |                                          |                  |
| 5 | The Making of What If...?                                 | The Making of What If...?                                 | Meghan Leon                              | 27 ottobre 2021  |
| Lo speciale esplora il dietro le quinte della realizzazione di What If...? con l'ideatore A. C. Bradley, con il regista della serie Bryan Andrews, con l'animatore Stephan Franck, con i produttori e con l'attore Jeffrey Wright. Si discute dell'idea di What If...?, della creazione, dell'animazione e del casting. |                                                           |                                                           |                                          |                  |
| 6 | The Making of Shang-Chi and the Legend of the Ten Rings   | The Making of Shang-Chi and the Legend of the Ten Rings   | Amir Shoucri e Jason Hillhouse           | 12 novembre 2021 |
| Lo speciale esplora il dietro le quinte della realizzazione di Shang-Chi e la leggenda dei Dieci Anelli con il regista Destin Daniel Cretton, con diversi produttori e con i membri del cast, tra cui Simu Liu, Awkwafina, Meng'er Zhang, Michelle Yeoh, Ben Kingsley, Tony Leung, Benedict Wong e altri. Si discute dell'introduzione di un personaggio cinese nel MCU e l'esame degli aspetti del processo di ripresa. |                                                           |                                                           |                                          |                  |
| 7 | The Making of Hawkeye                                     | Il "Making of" di Hawkeye                                 | Meghan Leon                              | 9 febbraio 2022  |
| Lo speciale esplora il dietro le quinte della realizzazione di Hawkeye con i registi della serie Rhys Thomas e Bert & Bertie, con i membri del cast Jeremy Renner, Hailee Steinfeld, Tony Dalton, Fra Fee, Aleks Paunovic, Piotr Adamczyk, Vera Farmiga, Alaqua Cox, Florence Pugh, Vincent D'Onofrio, Carlos Navarro, Clayton English, Adelle Drahos e Adetinpo Thomas, con i produttori e con altri creativi. Si discute della creazione del numero musicale in stile Broadway Save the City e la reintroduzione di D'Onofrio come Kingpin. |                                                           |                                                           |                                          |                  |
| 8 | The Making of Eternals                                    | Il "Making of" di Eternals                                | Charlie Visnic                           | 16 febbraio 2022 |
| Lo speciale esplora il dietro le quinte della realizzazione di Eternals con la regista Chloé Zhao, con i diversi produttori e con i membri del cast Gemma Chan, Richard Madden, Kumail Nanjiani, Angelina Jolie, Lauren Ridloff, Lia McHugh, Brian Tyree Henry, Barry Keoghan, Don Lee, Salma Hayek e Kit Harington. Si discute della scenografia, dei costumi, delle difficoltà e dei vantaggi delle riprese in esterni e della diversità del cast. |                                                           |                                                           |                                          |                  |
| 9 | The Making of Moon Knight                                 | The Making of Moon Knight                                 | Amir Shoucri e Jason Hillhouse           | 25 maggio 2022   |
| Lo speciale esplora il dietro le quinte della realizzazione di Moon Knight con i registi della serie Mohamed Diab, Aaron Moorhead e Justin Benson, con i membri del cast Oscar Isaac, Ethan Hawke, May Calamawy, Karim El Hakim e Antonia Salib, con i produttori e con altri creativi. Si discute della rappresentazione del disturbo dissociativo dell'identità, la creazione dei set egiziani e le difficoltà di Isaac nel recitare contro se stesso. |                                                           |                                                           |                                          |                  |
| 10 | The Making of Doctor Strange in the Multiverse of Madness | The Making of Doctor Strange in the Multiverse of Madness | Steve Elkins                             | 8 luglio 2022    |
| Lo speciale esplora il dietro le quinte della realizzazione di Doctor Strange nel Multiverso della Follia con il regista Sam Raimi, con lo sceneggiatore Michael Waldron, con diversi produttori e con i membri del cast Benedict Cumberbatch, Elizabeth Olsen, Benedict Wong, Rachel McAdams, Chiwetel Ejiofor, Xochitl Gomez e Bruce Campbell. Si discute della continuazione della storia di Stephen Strange dopo Avengers: Endgame, della scenografia, dell'introduzione del multiverso, di America Chavez e degli Illuminati e dell'impatto della pandemia di COVID-19 sulla sceneggiatura e sulla produzione del film. |                                                           |                                                           |                                          |                  |
| 11 | The Making of Ms. Marvel                                  | The Making of Ms. Marvel                                  | Meghan Leon                              | 3 agosto 2022    |
| Lo speciale esplora il dietro le quinte della realizzazione di Ms. Marvel con la sceneggiatrice Bisha K. Ali, con la creatrice del personaggio Sana Amanat, con i registi della serie, con i membri dal cast Iman Vellani, Matt Lintz, Yasmeen Fletcher, Zenobia Shroff, Mohan Kapur, Saagar Shaikh, Laurel Marsden, Rish Shah, Nimra Bucha, Farhan Akhtar, Aramis Knight e con altri creativi. Si discute del parallelismo tra l'attrice Iman Vellani e il suo personaggio Kamala Khan, dell'importanza della famiglia e degli amici di Kamala all'interno della serie, dell'Ordine del Pugnale Rosso, dell'AvengerCon, della ricostruzione di Karachi in Thailandia e dell'inserimento nella storia dell'evento reale della Partizione dell'India. |                                                           |                                                           |                                          |                  |
| 12 | The Making of Thor: Love and Thunder                      | Making of Thor: Love and Thunder                          | Brandon Bestenheider e Brenton Covington | 8 settembre 2022 |
| Lo speciale esplora il dietro le quinte della realizzazione di Thor: Love and Thunder con il regista e attore Taika Waititi, con la co-sceneggiatrice Jennifer Kaytin Robinson, con i membri del cast Chris Hemsworth, Natalie Portman, Tessa Thompson e Christian Bale e con altri creativi. Si discute delle sfide poste dal portare Thor in nuove direzioni in un quarto film, la reintroduzione di Portman nella saga, le riprese al Volume, l'adattamento dei disegni dei bambini per il design dei mostri, il ruolo di Russell Crowe nel ruolo di Zeus e il design delle armi. |                                                           |                                                           |                                          |                  |
| 13 | The Making of She-Hulk: Attorney at Law                   | The Making of She-Hulk: Attorney at Law                   | Meghan Leon                              | 3 novembre 2022  |
| Lo speciale esplora il dietro le quinte della realizzazione di She-Hulk: Attorney at Law con i membri del cast Tatiana Maslany, Jameela Jamil, Josh Segarra, Mark Ruffalo, Tim Roth, Benedict Wong, Charlie Cox e con altri creativi. Si discute della gestione del tono, della rottura della quarta parete da parte di She-Hulk e della realizzazione della prima serie comica dei Marvel Studios. |                                                           |                                                           |                                          |                  |
| 14 | The Making of Black Panther: Wakanda Forever              | Making of Black Panther: Wakanda Forever                  | Brandon Bestenheider e Brenton Covington | 8 febbraio 2023  |
| Lo speciale esplora il dietro le quinte della realizzazione di Black Panther: Wakanda Forever con il regista Ryan Coogler, con i membri del cast Letitia Wright, Danai Gurira, Lupita Nyong'o, Winston Duke, Angela Bassett, Tenoch Huerta Mejía, Mabel Cadena, Alex Livinalli e Dominique Thorne e con altri creativi. Si discute della morte di Chadwick Boseman, dell'espansione del Wakanda, dell'influenza mesoamericana nel design di Talokan, delle sfide delle riprese sott'acqua, delle sequenze acrobatiche del film e dell'arco del personaggio di Shuri. |                                                           |                                                           |                                          |                  |

### Stagione 2
| nº | Titolo originale                                | Titolo italiano                                 | Scritto da                                            | Pubblicazione     |
| -- | ----------------------------------------------- | ----------------------------------------------- | ----------------------------------------------------- | ----------------- |
| 15 | The Making of Ant-Man and The Wasp: Quantumania | The Making of Ant-Man and The Wasp: Quantumania | Brandon Bestenheider e Brenton Covington              | 19 luglio 2023    |
| 16 | The Making of Guardians of the Galaxy Vol. 3    | Making of Guardiani della Galassia: Volume 3    | Meghan Leon                                           | 13 settembre 2023 |
| 17 | The Making of Secret Invasion                   | Il Making of di Secret Invasion                 | Meghan Leon, Brandon Bestenheider e Brenton Covington | 20 settembre 2023 |
| 18 | The Making of Loki: Season 2                    | Il Making of di Loki Stagione 2                 | Meghan Leon                                           | 22 novembre 2023  |
| 19 | The Making of Echo                              | The Making of Echo                              | Brandon Bestenheider e Brenton Covington              | 31 gennaio 2024   |
| 20 | The Making of The Marvels                       | The Making of The Marvels                       | Jesse Latour                                          | 7 febbraio 2024   |
| 21 | The Making of X-Men '97                         | The Making of X-Men '97                         | Meghan Leon                                           | 22 maggio 2024    |
| 22 | The Making of Deadpool & Wolverine              | The Making of Deadpool & Wolverine              | Meghan Leon                                           | 12 novembre 2024  |
| 23 | The Making of Agatha All Along                  | The Making of Agatha All Along                  | Meghan Leon                                           | 13 novembre 2024  |

## Episodi speciali
Il 4 novembre 2022 è uscito su Disney+ il documentario speciale Licantropus - Behind the scenes, che esplora il dietro le quinte del Marvel Studios Special Presentations Licantropus, con particolare attenzione alla vita e alla carriera del suo regista e compositore Michael Giacchino.